# アイドカ
アイドカ（AIDCA アイダカとも）とは、消費者が消費行動を行うまでの心理的な過程を表した消費者行動分析モデルの名称。消費者が企業や商品の広告を見てから、Attention（注目）→Interest（興味）→Desire（欲望）→Conviction（確信）→Action（購買行動）にいたるまでの広告原則の頭文字をとった略称であり、「AIDCAモデル」や「AIDCAの法則」などとよばれることもある。
消費者の行動プロセスを分析した他のモデルに、Attention（注意）→Interest（関心）→ Desire（欲求）→ Action（行動）の頭文字をとった、アイダ (AIDA) と呼ばれる購買心理プロセスモデルや、Attention（注意）→Interest（関心）→ Desire（欲求）→ Memory（記憶）→ Action（行動）の頭文字を取った、アイドマ (AIDMA) と呼ばれる法則もある。